# Clostridium
Clostridium (klostridij) je rod grampozitivnih bakterij iz debla Firmicutes. Bakterije iz tega rodu so obvezni anaerobi in zmožne tvorbe endospor.  So paličaste oblike. 
Z izjemo C. perfringens se lahko klostridiji aktivno gibljejo s pomočjo bičkov. So povsod razširjeni (ubikvitarni), zlasti v prsti ter živalskih in človeških prebavilih.

## Patologija
V rod Clostridium spadajo tako nenevarne vrste kot tudi pomembni patogeni. Štiri vrste povzročajo pri človeku bolezni:
- C. botulinum proizvaja toksin botulin ter povzroča botulizem.

- C. difficile se lahko po zdravljenju z antibiotiki v črevesju preveč namnožijo in povzročijo psevdomembranski enterokolitis.

- C. perfringens povzroča različne simptome, od zastrupitve s hrano do plinske gangrene.

- C. tetani je povzročitelj tetanusa (mrtvičnega krča).

Včasih je s C. botulinum okužen med in takšen med lahko pri otrocih povzroči botulizem. C. sordellii so povezali z nekaj več kot deset smrti porodnic.